# Mala Vrbica
Mala Vrbica es una población rural de la municipalidad de Mladenovac, en el distrito de Belgrado, Serbia.

## Superficie
Posee una superficie de 4,352 kilómetros cuadrados.

## Demografía
Hasta 2011 la población era de 355 habitantes, con una densidad de población de 81,56 habitantes por kilómetro cuadrado.